# Többes szám
A többes szám (latinul pluralis) olyan szóalak, illetve nyelvtani kategória, amely egynél – bizonyos nyelvekben csak kettőnél, háromnál vagy négynél – több dologra vagy személyre utal. Képzése nyelvenként különböző, történhet például:
- toldalékkal, ahogy a magyarban: fiú ~ fiúk;
- flexióval, pl. az angol foot ~ feet (’láb ~ lábak’);
- reduplikációval, mint a japánban: jama-jama (’hegyek’); stb.

Bizonyos nyelvekben, illetve nyelvek bizonyos szófajtáinál nincs külön jele; ekkor a módosítószókból vagy a szövegkörnyezetből állapítható meg a nyelvtani szám.
Speciális eset a 0, amely egyes nyelvekben szintén többes számot vonz (pl. angol 0 persons vagy spanyol: 0 personas, ’0 személy’).
A magyar nyelv sajátossága, hogy számnevek után egyes számot használ (pl. két szék, három asztal), kivéve néhány rögzült formát (Háromkirályok, mindenszentek, Százférfiak, továbbá összes művei, minden idők (legjobb énekese), minden körülmények között stb. Másik sajátosság, hogy sok olyan esetben egyes számot használ a magyar, ahol az összes elemre együttesen utalunk (pl. van szék a szobában; almát veszek a piacon; jön a török). Végül alaki érdekesség, hogy a többes számot birtoklás esetén más toldalék (-i) fejezi ki: szobák, de szobái, szobáik.

## Külső hivatkozások
- Ikrek, mellek, cipők: hogy működik a magyar többes szám? (Nyest.hu, Kálmán László cikke)
- Miért egy, hogyha sok? (Nyest.hu, Kálmán László cikke)